# Пигмент

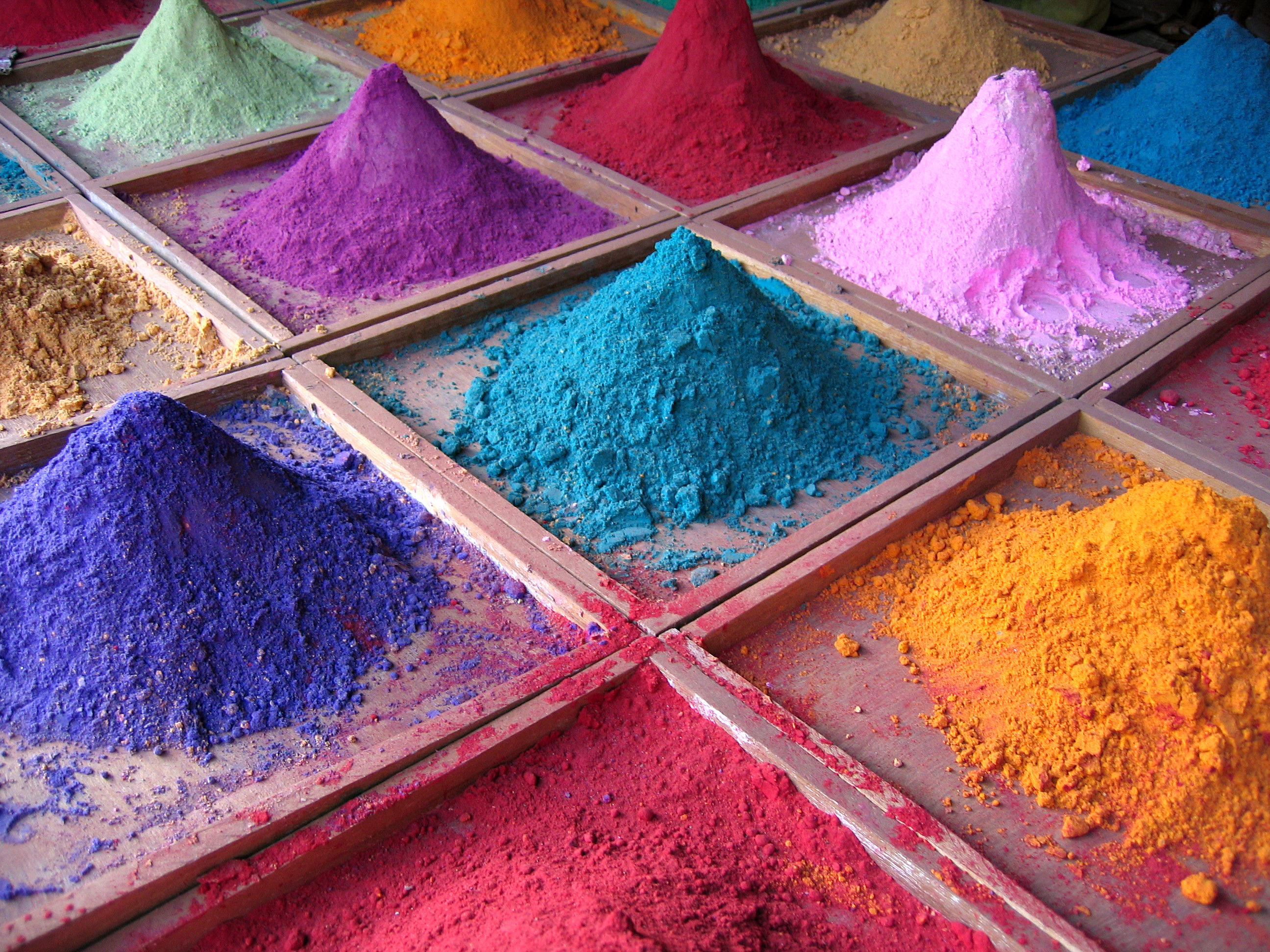
Красящие вещества на прилавке рынка в Гоа, Индия

Пигме́нт (лат. pigmentum — краска) — высокодисперсные порошкообразные красящие вещества, придающие материалам непрозрачность, цвет, противокоррозионные и другие свойства. Существует условное разделение красящих веществ на нерастворимые пигменты и растворимые в красильной среде (растворителе), красители. Различают природные минеральные пигменты (неорганические компоненты красок) и биологические пигменты (биохромы — природные в составе живых организмов). Биологические пигменты — это общий термин; их обычно не выделяют по критерию растворимости.

## Классификация
Классификация пигментов и их примеры приведены в ГОСТ 19487-74:
Неорганический пигмент (Ндп. Минеральный пигмент): Окрашенное дисперсное неорганическое вещество, нерастворимое в дисперсионных средах и способное образовывать с пленкообразующим защитное, декоративное или декоративно-защитное покрытие
Природный неорганический пигмент (Ндп. Земляной пигмент): Неорганический пигмент, полученный путём измельчения, обогащения, термической обработки горных пород и минералов.
Синтетический неорганический пигмент: Неорганический пигмент, полученный в результате химических реакций.
Органический пигмент. Пигмент, полученный в результате органического синтеза.
Металлический пигмент: Неорганический пигмент, представляющий собой порошок металла или сплава металлов.
Эффектный пигмент. Специальный пигмент, применяющийся для получения различных декоративных эффектов покрытия, например, перламутрового свечения, интерференции, «хамелеон».
Противокоррозионный неорганический пигмент: Неорганический пигмент, способствующий уменьшению или предотвращению коррозии.
Противообрастающий неорганический пигмент: Неорганический пигмент, предотвращающий обрастание в воде окрашенной поверхности морскими организмами.
В технологии лакокрасочных материалов пигментами называют высокодисперсные неорганические или органические, нерастворимые в дисперсионных средах вещества, способные образовывать с плёнкообразователями защитные, декоративные или декоративно-защитные покрытия.
Растворимые вещества, способные окрашивать другие материалы, называют красителями. В ГОСТ 28246-2006_ краситель для лакокрасочного материала: Природное или синтетическое вещество, придающее желаемый цвет лакокрасочному материалу, в котором оно растворено.

## Важнейшие представители
- Белые: диоксид титана, оксид цинка, литопон, свинцовые белила. Последние практически вытеснены титановыми белилами, которые представляют собой диоксид титана в смеси с баритом или цинковыми белилами. Цинковые белила имеют желтоватый оттенок и уступают титановым по стоимости.
- Чёрные: технический углерод, (сажа), Представляет собой углерод (до 99 %) кристаллической структуры, обладает высокой красящей способностью, высокой дисперсностью, химически инертен и имеет гидрофобный характер., чёрные железооксидные пигменты — природные или синтетические смешанные оксиды двух- и трёхвалентного железа — FeO-Fe2O3 имеют высокую красящую способность., черни — углерод аморфной структуры, получаемый прокаливанием без доступа воздуха различного органического сырья животного и растительного происхождения.
- Цветные неорганические пигменты:
  - жёлтые железооксидные пигменты: охра, сиена, представляют собой гидроксиды железа Fe3+ (FeO(OH)), содержащие до 20 % алюмосиликатных и других примесей;
  - красные железооксидные пигменты: сурик железный, мумия — оксиды железа Fe3+ (Fe2 O3), содержащие до 20 % примесей алюмосиликатов и кварца, сурик свинцовый — смешанный оксид двух- и четырёхвалентного свинца (2PbO•PbO2);
  - ультрамарин, железная лазурь, берлинская лазурь;
  - оксид хрома: Cr2O3, пигмент оливково-зелёного цвета, высокоустойчив к действию кислот и щелочей, абразивен. Применяется в ЛКМ для химстойких и специальных атмосферостойких покрытий;
  - массикот;
  - умбра.
- Органические пигменты: азопигменты, фталоцианиновые пигменты, полициклические пигменты;
- Пигменты — металлические порошки: алюминиевая пудра, цинковая пыль, порошки меди и бронзы, порошки нержавеющих сталей, титана, никеля, хрома, дисульфид олова (муссивное золото), серебрянка.

Пигменты являются твёрдыми компонентами композиционных лакокрасочных материалов — красок, эмалей, грунтовок, шпатлёвок и порошковых композиций.

## Применение
Введение пигментов в лакокрасочные материалы является основным методом регулирования декоративных свойств покрытий — цвета и непрозрачности (укрывистости).
Пигмент придаёт укрывистость пигментированному материалу в том случае, если его показатель преломления выше показателя преломления плёнкообразователя. Чем больше разница в показателях преломления пигмента и плёнкообразователя, тем больше укрывистость такого пигментированного материала. Кроме того, важна форма частиц пигмента, например, пластинчатая форма частиц пигмента даёт большую укрывистость, чем игольчатая или сферическая.
Введение пигментов и наполнителей позволяет регулировать и другие важнейшие свойства композиционных материалов — деформационно-прочностные, изолирующие, противокоррозионные, адгезионную прочность, а также получать покрытия со специальными свойствами — электропроводящие, электроизолирующие, теплостойкие, огнезадерживающие и т.д
Наряду с пигментами для наполнения полимерных покрытий применяют наполнители

## Важнейшие свойства
- Физические свойства: кристаллическая структура , показатель преломления , цвет, плотность, твёрдость, форма и размер частиц (дисперсность), удельная поверхность, насыпная плотность, растворимость.
- Химические свойства: рН водной вытяжки, стойкость к воде и химическим реагентам, реакционная способность, кислотно-основные свойства поверхности.
- Физико-химические свойства: смачиваемость (гидрофильность или олефильность), плотность и прочность упаковки частиц в агрегатах, адсорбционная способность поверхности, фотохимическая активность, светостойкость, фототропность, способность изменять электродный потенциал поверхности (пассивирующее действие).
- Технологические свойства: укрывистость, красящая способность (интенсивность), маслоёмкость, диспергируемость, критическое объёмное содержание, структурирующая способность, атмосферостойкость, совместимость с другими компонентами системы.

## Объём производства
В 2006 году во всем мире было продано около 7,4 млн тонн неорганических, органических и специальных пигментов. В 2009 году мировой спрос на пигменты составил около 20,5 млрд долларов США. Мировой оборот пигментов в 2018 году оценивается примерно в 14,86 млрд долларов США. По прогнозам эта цифра будет расти в среднем более чем на 4,9 % по 2026 года. Азия имеет самый высокий показатель в количественном отношении, за которым следуют Европа и Северная Америка.